# 교황 호노리오 2세
교황 호노리오 2세(라틴어: Honorius PP. II, 이탈리아어: Papa Onorio II)는 제163대 교황(재위: 1124년 12월 15일 - 1130년 2월 13일)이다. 본명은 람베르토 스칸나베키(이탈리아어: Lamberto Scannabecchi)이다.
한미한 집안에서 태어났지만, 다방면에 박학한 지식과 탁월한 업무 수행 능력을 갖고 있었던 그는 교회 안에서 크게 두각을 드러냈다. 교황 선출을 놓고 로마의 두 귀족 가문인 프란지파니 가문과 피에를레오니 가문 사이에 분쟁이 일어났는데, 그는 프란지파니 가문의 지지를 받고 있었다. 이에 피에를레오니 가문이 테오발도 부카페치를 지지하여 대립교황 첼레스티노 2세로 옹립하면서 무력 충돌이 벌어지기도 했다.
전임자들과 마찬가지로 교회 쇄신 정책을 펼친 호노리오 2세는 보름스 협약을 통해 가톨릭교회가 얻어낸 특권들을 유지하기 위해 노력하는 한편 이를 더욱 확장하는 데 주력하였다. 그는 신성 로마 제국의 제위를 놓고 내전이 벌어지자 누가 정통성이 있는 황제인지를 판가름하고 선언한 최초의 교황이다. 전통적인 수도회인 베네딕도회를 불신했던 반면 아우구스티노회나 시토회 같은 신생 수도회들을 보다 신임했던 호노리오 2세는 몬테카시노와 클뤼니 수도원 등 베네딕도회의 본원들을 더 많이 통제하고자 하였다. 1128년 그는 성지 순례자들을 보호하기 위해 설립된 성전 기사단을 인가하였다.
호노리오 2세는 시칠리아의 루지에로 2세가 이탈리아 남부에서 영향력을 확대하는 것을 막는데 실패하였으며, 루이 6세가 프랑스 교회 일에 간섭하는 것도 막지 못했다. 전임자들과 마찬가지로 그 또한 교황 특사들을 각 지역에 파견함으로써 산적한 여러 가지 문제를 해결하는데 노력하였다. 1130년 호노리오 2세가 선종하자마자, 가톨릭교회는 일찍이 교황 선출 당시에 갈등을 빚어낸 두 귀족 가문이 모여 차기 교황 선출을 놓고 또 다시 실랑이를 벌이면서 혼란스러운 상황에 놓이게 되었다.

## 생애 초기
람베르토는 오늘날 이탈리아 이몰라 인근에 있는 작은 시골 마을인 파냐노에서 태어났으며, 출생 날짜는 정확히 알려져 있지 않다. 그는 볼로냐 교구의 수석부제품을 받으면서 성직에 입문하였으며, 1099년 그의 기량을 눈여겨 본 교황 우르바노 2세에 의해 산타 프라세데 성당의 사제급 추기경에 서임되었다. 우르바노 2세의 뒤를 이어 즉위한 교황 파스칼 2세는 1117년 람베르토를 오스티아의 주교급 추기경으로 승격시킨 후 라테라노 대성전의 의전사제에 임명하였다. 람베르토는 1118년부터 1119년 교황 젤라시오 2세가 피신할 당시 그와 동행한 추기경들 가운데 한 사람이었으며, 그의 임종을 지키기도 하였다.
1119년 1월 29일 클뤼니에서 교황 젤라시오 2세가 선종한 후, 람베르토 추기경과 팔레스트리나의 주교급 추기경 코노는 교회법에 따라 새 교황을 선출하는 작업에 착수하였다. 람베르토 추기경은 새 교황으로 선출된 비엔의 교구장 기를 1119년 2월 9일 데려와 교황좌에 착좌시켰으니 그가 바로 교황 갈리스토 2세이다. 갈리스토 2세를 따라 프랑스로 간 람베르토는 그가 신성 로마 제국 황제 하인리히 5세와 협상하는 일에 나서게 되었다. 황제는 자신의 영토인 제국 내에서 주교 후보자를 자유롭게 선택할 권리를 가진다는 주장(서임권 논쟁)을 반대한 람베르토가 황제와 협상할 교황 특사로 선택된 것은 지극히 당연한 일이었다. 1119년 갈리스토 2세는 람베르토에게 하인리히 5세와 서임권 문제를 합의할 수 있는 전권을 위임하였다.
람베르토는 신성 로마 제국의 모든 주교에게 1122년 9월 8일 마인츠에 소집될 회의에 참석할 것을 강한 어조로 요청했다. 그는 모든 주교가 참석하기를 기대했지만, 마인츠의 아달베르트 대주교가 불참하자 그를 징계 조치하려고 하였다. 이에 밤베르크의 오토 주교가 두 사람을 중재하여 다행히 분란은 막을 수 있었다. 교권과 속권의 대립은 1122년 보름스 협약으로 마무리 되었으며, 1123년 9월 23일에는 전적으로 람베르토의 공이라고 할 수 있는 갈리스토 협약(Pactum Calixtinum)이 발효되었다.

## 교황 선출

### 추기경들의 알력다툼
한편 로마 귀족들 간의 끊임없는 알력과 교황청 안에서의 권력 다툼으로 사람들 사이의 반목과 불신이 쌓이다가 마침내 1123년 갈리스토 2세의 선종을 계기로 폭발하게 되었다. 우르바노 2세와 파스칼 2세가 재임했던 시절에 추기경단에 이탈리아인 성직자들이 대거 들어오면서 로마의 영향력이 한층 커지게 되었다. 그래서 이들 이탈리아인 추기경들은 갈리스토 2세가 재임 말년에 서임한 프랑스인 추기경들 및 부르고뉴 추기경들을 탐탁치 않게 여겼다. 이탈리아인 추기경들 입장에서 보면, 서임받은 지 얼마 되지 않은 비이탈리아인 추기경들은 위험한 개혁가들이었기 때문에 그들의 세력이 커지는 것을 원치 않았다.특히 교황청 상서원장 아이메리크 데 보르고네 추기경이 이끈 비이탈리아인 출신 추기경들은 새 교황이 자신들 중의 한 사람으로 추대하기로 이미 의견을 모았다. 그리하여 추기경단을 나눈 두 파벌 모두 로마의 귀족 가문들에게 자신들을 지지해줄 것을 요청했다.

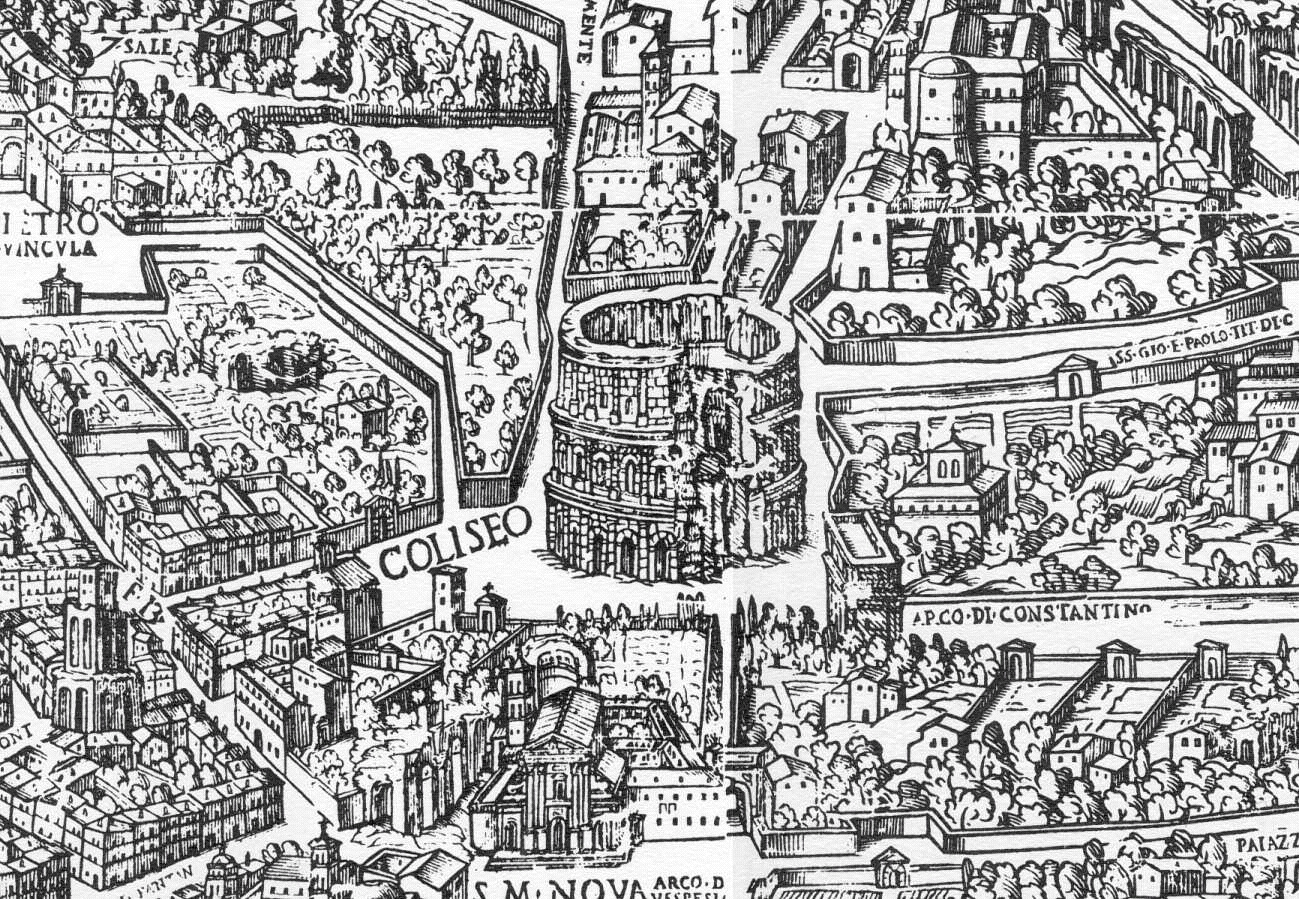
프란지파니 가문의 통제 아래 있던 중세 로마 시내 구역

### 로마귀족들의 당파싸움
1124년 무렵 로마에는 두 개의 큰 집단이 등장해 정계를 주릅잡고 있었다. 그 중 하나는 콜로세움 인근 지역에서 활동하는 프란지파니 가문으로 비이탈리아인 추기경들을 지원했다. 반면 테베레 섬과 마르켈루스 극장이 있는 지역을 중심으로 한 피에를레오니 가문은 이탈리아 추기경들을 지원했다. 양측은 교회법에 따라 3일 이내에 차기 교황을 선출하기 위한 선거를 실시하기로 합의하였다. 나중에 프란지파니 가문은 자신들이 내세운 후보인 람베르토를 사람들에게 홍보하기 위해 교황 선거 날짜를 미룰 것을 계속 요청했으나, 민심은 산 스테파노 인 첼리오몬테 성당의 사제급 추기경인 삭소 데 아냐니를 후임 교황으로 이미 점찍어놓은 상황이었다.

### 피습당하는 첼레스티노 2세
12월 16일 람베르토를 포함한 추기경들은 라테라노 대성전의 남쪽에 있는 산 판크라시오 수도원 내 경당에 모였다. 그곳에서 피에를레오니 가문 편이었던 산티 코스마 에 다미아노 성당의 부제급 추기경 요나타스의 제안에 따라 추기경들은 만장일치로 테오발도 부카페치를 새 교황으로 선출하였다. 테오발도 부카페치 추기경은 스스로 첼레스티노 2세라고 명명하였다. 새로 교황으로 선출된 테오발도가 붉은 망토를 입고 사람들이 테 데움을 부르기 시작할 무렵 갑자기 프란지파니 가문의 비호를 받는 무리가 습격해서 테오발도를 공격해 부상을 입힌 다음 람베르토야말로 새 교황이라고 주장하였다. 부상을 당한 테오발도는 교황직 수락을 포기하겠다는 입장을 밝혔지만, 피에를레오니 가문과 그들을 따르는 무리는 이를 받아들이기를 거부했다.

### 피선되는 호노리오 2세
어쨌든 이렇게 혼란스러운 상황 속에서 람베르토가 새 교황으로 선포되었다. 람베르토는 자신의 새 이름을 호노리오 2세라고 명명하였다.이 사건으로 로마는 당파 싸움으로 분열되어 혼란스러운 상태에 놓이게 되었다. 한편 아이메릭 추기경과 레오 프란지파니는 로마 시장 우르바노를 포함한 피에를레오니 가문과 좋지 않은 관계였던 이들에게 접촉하여 자신들의 세력으로 끌어들였다. 그리하여 결국 테오발도를 추대했던 이들마저 그를 포기하면서, 호노리오 2세만이 교황좌를 요구하는 유일한 사람으로 남게 되었다. 그러나 이러한 형태로 교황이 되는 것을 원치 않았던 호노리오 2세는 추기경들이 모두 한 자리에 모인 자리에서 교황직을 포기하겠다고 선언했지만, 그 직후 다시 만장일치로 교황으로 선출되면서 1124년 12월 21일 공식적으로 즉위하였다.

## 교황

### 신성 로마 제국과의 관계
호노리오 2세는 즉위하자마자 이탈리아 영토의 소유권을 주장하는 신성 로마 제국의 하인리히 5세 황제와 대립하였다. 토스카나의 마틸데는 임종 직전 자신의 영토를 교황에게 양도하였는데, 하인리히는 이 영토에 대한 자신의 권리를 주장하기 위해 1116년 알프스 산맥을 넘었다. 그리고 토스카나의 도시국가들과 교황의 반대에도 불구하고, 점령한 지역마다 즉시 자신의 대리인을 세워 간접 통치하였다. 그러자 호노리오 2세는 이에 맞서 토스카나 지역에 대한 교황의 권리를 주장하기 위해 알베르토를 토스카나 후작에 임명함으로써 신성 로마 제국이 임명한 토스카나 후작 콘라트 폰 샤이에른에 맞서도록 하였다. 여기에 더해, 하인리히 5세는 보름스 협약을 이행하기 위해 별다른 노력을 하지 않음으로써 호노리오 2세를 분노하게 만들었다. 한편 서임권 논쟁을 틈타 황제에 의해 서임된 주교들은 자신들의 사사로운 이익을 위해 황제의 묵인 아래 지역 교회의 재산들을 수시로 강탈해갔다. 이에 참다 못한 각 지역 교회들은 자신들의 재산권을 지키기 위해 교황에게 호소하였다.

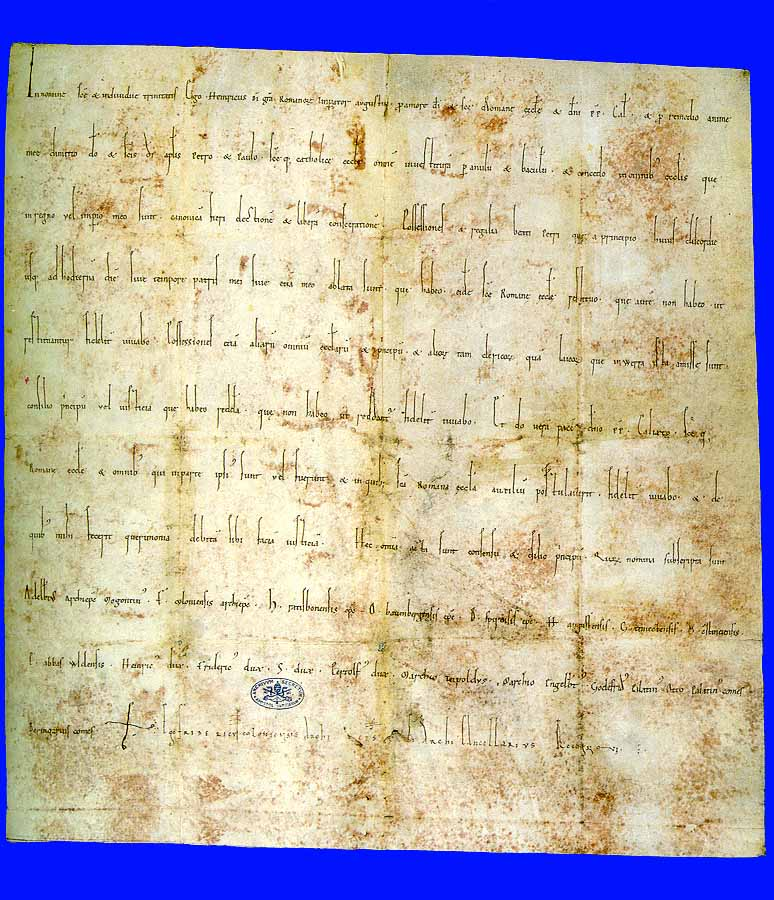
보름스 협약은 호노리오 2세가 교황 사절 시절에 초안 작성에 큰 공을 세웠으며, 로타르는 교황의 지원을 얻기 위해 협약 내용을 준수하였다.

최종적으로는 1125년 5월 23일 하인리히 5세가 사망하면서 이러한 다툼은 종식되었지만, 호노리오 2세는 곧 신성 로마 제국의 새로운 권력 투쟁에 휩쓸리게 되었다. 후사를 남기지 못한 하인리히 5세는 사후 자신의 뒤를 이을 후계자로 조카인 슈바벤 공작 프리드리히 호엔슈타우펜을 지명하였다. 독일의 제후들 중 친교회적 성향을 지닌 이들은 호엔슈타우펜 가문이 지나치게 권력이 강해지는 것을 우려하였으며, 그러한 이유로 프리드리히가 하인리히 5세의 뒤를 이어서는 안 된다는 생각을 하였다. 그리하여 교황 특사로 파견 나온 제라르도 추기경과 로마노 추기경이 참석한 가운데 신성 로마 제국의 대상서국장이자 마인츠 대주교인 아달베르트의 주재로 열린 제국 의회에서는 작센 공작 로타르를 독일의 새 왕으로 선출하였다. 로타르의 요청에 따라 교황 특사로 파견된 제라르도 추기경은 두 명의 주교와 함께 로마로 가서 호노리오 2세의 재가를 받아냈다. 이는 실로 역사적으로 기념비적인 사건이었는데, 일찍이 신성 로마 제국의 황제 선거 결과를 교황에게 재가를 받는 것은 전례가 없던 일이었기 때문이다. 큰 성과를 올린 호노리오 2세는 로타르의 신성 로마 제국 황제로서의 대관식을 위해 그를 1126년 7월경 로마로 초대하였다. 로타르는 호노리오 2세를 자기 편으로 만들기 위해 보름스 협약에 따라 주교 선출 과정에 개입하지 않았을 뿐만 아니라, 주교에 대한 임명식도 축성식 이후에 하기로 하였으며, 황제에 대한 맹세도 충성이 아니라 존경으로 대체하는 것에 동의하였다.
그러나 로타르는 당장 로마를 방문할 상황이 못되었다. 왜냐하면 콘란트 호엔슈타우펜이 반란을 일으켜 1127년 12월 스스로 독일 왕을 칭한데 이어, 1128년 7월 29일에는 이탈리아 몬차에 가서 이탈리아의 왕으로 즉위했기 때문이다. 마인츠 대주교 아달베르트의 주재로 소집된 독일 주교회의는 콘란트를 파문하기로 결의하였으며, 이 결의는 1128년 4월 22일 예수 부활 대축일에 로마에서 소집된 시노드에서 호노리오 2세로부터 승인을 받았다. 또한 호노리오 2세는 크레마의 요한을 피사로 보내 콘라트를 독일 왕으로 추대한 밀라노 대주교 안셀모를 파문하기 위한 시노드를 소집하라는 지시를 내렸다. 덕분에 콘란트는 외부의 도움을 받기 힘들어졌으며, 로타르는 무사히 자신의 왕위를 지킬 수가 있었다.
한편 로타르의 참모들 중의 한 사람이었던 크산텐의 노르베르토는 새로운 수도회인 프레몽트레회를 설립하기 위해 1126년 초에 로마로 가서 호노리오 2세의 재가를 받았다.

### 캄파니아 평정
호노리오 2세가 즉위 후 당명한 문제 중의 하나는 사병들을 시켜 농부들과 여행자들을 괴롭히는 캄파니아 지역의 남작들을 처벌하는 문제였다. 1125년 교황의 군대는 체카노의 영주들을 평정하였다. 교황의 병사들은 마엔차와 로카세카, 트레비넬라치오를 포함해 여러 도시를 접수하였다. 1128년 호노리오 2세는 다시 한 번 군사를 일으켜 성공적으로 세니를 점령하였다. 세니 남작은 전투 와중에 전사하였다. 호노리오 2세가 특히 주목한 곳은 과거 대립교황 그레고리오 8세의 요새가 있는 푸모네였다. 요새는 이 지역 귀족들이 대립교황의 명의로 이 요새를 차지한 이후로 계속 그들의 소유로 남아 있었는데, 10주에 걸친 교황군의 공성전 끝에 결국 1125년 7월 함락되었다. 호노리오 2세는 푸모네를 접수하자 먼저 치안을 안정시키도록 한 다음 반역자였던 이전의 소유주들에게 요새를 되돌려 주었다. 그리고 대립교황 그레고리오 8세를 몬테카시노에서 데려올 것을 명령하였다. 이후 호노리오 2세는 몬테카시노의 아빠스 오데리시오 디 상로에게 관심을 돌렸다.
오스티아의 주교급 추기경 시절부터 호노리오 2세는 나름 독자적인 세력을 갖고 있던 항상 오데리시오를 경계했기 때문이다. 과거에 호노리오 2세는 자신과 자신을 따르던 수행원들이 산타 마리아 인 팔라라 성당에 묵을 수 있도록 오데리시오 아빠스에게 요청한 적이 있었다. 본래 이것은 오스티아의 주교급 추기경들이 오래 전부터 누려온 특권이기도 하였다. 그러나 오데리시오는 이를 거부했으며, 호노리오 2세는 자신이 받은 모욕을 한시도 잊지 않았다. 호노리오 2세는 교황으로 즉위한 후 1125년 오데리시오가 약간의 재정을 지원해줄 것을 호소한 것을 거절하는 것으로 복수하면서 두 사람의 관계는 더욱 악화되었다. 오데리시오는 또한 뒤에서 호노리오 2세가 농부 출신이라는 점을 들어 조롱하고 다니기도 했다.
호노리오 2세는 오데리시오가 수도원을 위해서가 아니라 순전히 자신의 사사로운 이익을 위해 돈을 착복하고 있다는 정보를 듣고, 공개적으로 그를 수사가 아니라 강도라고 부르면서 맹비난하였다. 그리고 아퀴노 백작 아테눌프가 오데리시오가 교황좌를 노리고 있다고 고발하자, 호노리오 2세는 오데리시오에게 해명을 요구하며 로마로 출두할 것을 명하였다. 그러나 오데리시오는 세 차례나 교황의 소환에 응하기를 거부하였다. 그러자 호노리오 2세는 1126년 사순 시기에 오데리시오를 아빠스직에서 파면한다고 발표하였다. 그럼에도 오데리시오는 자신의 파면을 받아들이지 않고 계속 수도원에서 아빠스로서의 직무를 계속하다가 결국 파문당했다. 그러자 카시노 주민들이 강제로 수도원에 쳐들어가 오데리시오에게 아빠스직에서 물러나라는 시위를 하였다. 압력을 견디다 못한 수사들은 결국 니콜로 수사를 새 아빠스로 선출하였다.
그러나 이 기회에 베네딕도회를 완전히 굴복시키기로 마음 먹은 호노리오 2세는 니콜로의 아빠스 선출은 교회법에 어긋난다는 입장을 밝히고, 카푸아에 있는 수도원 분원의 세니오렉투스를 새 아빠스로 다시 선출하라고 요구함으로써 수사들을 분개시켰다. 이와중에 수도원은 오데리시오를 지지하는 이들과 니콜로를 지지하는 이들 사이에 파벌이 나뉘어 폭력 사태가 빚어지기까지 하였다. 그러나 결국 호노리오 2세는 오데리이소를 아빠스직에서 완전히 물러나게 했을 뿐만 아니라 니콜로마저 추가로 제명하였다. 이어서 그는 수사들을 안심시키기 위해 직접 1127년 세니오렉투스를 아빠스로 서임하였다. 그리고 수사들에게 교황에 대한 충성을 맹세할 것을 요구했지만, 수사들은 격렬하게 반대했다.

### 루지에로 2세와의 갈등
몬테카시노 일을 처리한 후 호노리오 2세는 이탈리아 남부로 관심을 돌렸다. 아풀리아 공작 굴리엘모 2세가 후사를 남기지 못하고 사망하자, 그의 사촌 루지에로가 아풀리아와 칼라브리아의 공작령을 차지하였다. 루지에로는 굴리엘모가 자신을 후계자로 지명했다고 주장했지만, 호노리오 2세는 굴리엘모가 사후 자신의 영지를 성좌에 양도하기로 했다고 주장했다. 호노리오 2세는 1127년 교황군이 아르피노에서 남작의 군대와 싸워 패퇴당하자마자 루지에로가 바다를 건너 이탈리아에 상륙했다는 보고를 들었다. 그는 이탈리아 현지의 노르만족이 루지에로와 손잡는 것을 막기 위해 서둘러 베네벤토로 길을 떠났다. 호노리오 2세가 베네벤토로 가는 동안 루지에로는 아풀리아 공국을 신속하게 점령한 다음 호노리오 2세에게 푸짐한 선물을 보내 그에게 자신을 아풀리아의 새 공작으로 인정할 것을 요구했다. 그리고 만약 자신을 인정한다면 그 대가로 트로이아와 몬테푸스코를 양도하겠다고 약속하였다. 그러나 노르만족이 한 명의 지도자 아래 통합되어 그 힘이 팽창되는 것을 염려한 호노리오 2세는 루지에로에게 즉시 이탈리아에서 물러가지 않으면 파문하겠다고 경고하였다. 그리하여 1127년 11월 호노리오 2세가 공식적으로 루지에로를 파문하자, 루지에로의 세력이 강해지는 것을 두려워 한 많은 노르만족 지방 영주들이 즉시 교황 편에 가담하였다. 루지에로는 군사력을 보충하기 위해 시칠리아로 돌아가던 중에 병사들이 베네벤토를 위협하게끔 사주하였다. 한편 호노리오 2세는 카푸아의 새 공작이 된 로베르토 2세와 동맹을 맺었다. 호노리오 2세는 로베르토 2세를 카푸아의 공작으로 임명한 다음 함께 루지에로에 맞서기로 결의하였다.
1128년 5월 시칠리아에 돌아온 루지에로 2세는 호노리오 2세가 이끄는 교황군과 직접적으로 부딪히는 것은 피하면서 교황령의 근거지를 지속적으로 괴롭혔다. 양측은 브라다노 강 둑에서 서로 마주쳤지만, 루지에로 2세는 교황군이 곧 와해될 것임을 예상하고 공격하지 않았다. 과연 그의 예상대로 교황의 동맹군 일부가 이탈하여 루지에로 2세에게 투항하였다. 자신에게 닥친 위기를 타개하기 위해 호노리오 2세는 자신의 믿음직한 심복인 아이메릭 추기경을 첸시오 2세 프란치파네와 함께 사절로 보내 루지에로 2세와 협상하도록 하였다. 양측 간의 협상 끝에 호노리오 2세는 루지에로 2세에게 신앙 고백과 충성 맹세를 하는 조건으로 아풀리아 공작령 승계를 인정하기로 하였다.
호노리오 2세는 루지에로 2세와 협상을 타결한 후, 베네벤토로 가서 카푸아 공작 로베르토 2세의 이익을 보호해주기로 약조한 다음 1128년 8월 22일 베네벤토 근처 사바토 강에 놓인 마조르 다리 위에서 루지에로 2세와 만났다. 그곳에서 호노리오 2세는 공식적으로 루지에로 2세에게 아풀리아 공작령을 하사하였으며, 두 사람은 시칠리아 왕국과 교황령 사이에 평화 관계를 수립하기로 합의하였다. 유감스럽게도 호노리오 2세는 로마에 막 돌아왔을 때, 베네벤토의 귀족들이 교황이 임명한 총독을 살해하고 독립을 선언했다는 급보를 받았다. 크게 진노한 호노리오 2세는 베네벤토를 즉각 응징하겠다고 선언했으며, 이 소식을 들은 베네벤토 주민들은 그에게 용서를 구하며 새 총독을 보내줄 것을 요청했다. 호노리오 2세는 마음을 돌려 제라르도 추기경을 새 총독으로 보냈으며, 1129년 베네벤토를 재차 방문했다. 그리고 과거 주민들이 추방했던 사람들을 다시 불러들일 것을 요구했다. 하지만 주민들이 거부하자 호노리오 2세는 루지에로 2세에게 1130년 5월에 베네벤토를 침공할 것을 요청했지만, 그 전에 선종하였다.

### 프랑스 내부의 갈등
호노리오 2세는 몬테카시노의 베네딕도회 수사들 외에 야심으로 가득하고 세속의 영달에 관심을 쏟은 모기오의 폰스가 아빠스로 있는 클뤼니 수도원도 처리하기로 결심하였다. 당시 폰스는 1122년 동료 수사들에 의해 수도원에서 쫓겨났다가 레반트 지역에서 막 돌아온 상황이었다. 1125년 그는 무장한 추종자들을 대동한 채 수도원을 공격해 장악한 다음 그곳에 보관되어 있던 금은보화를 추종자들에게 나누어주었다. 폰스와 그의 추종자들은 수사들과 마을 주민들을 하루하루 공포에 떨게 만들었다.
클뤼니 수도원에서의 무법 사태 소식을 들은 호노리오 2세는 즉시 폰스를 파문하고 아빠스직에서 파면하는 동시에 그가 로마에 와서 재판에 출석하라는 명령을 전달하기 위해 교황 특사를 파견했다. 폰스는 교황의 소환 명령에 따랐으며, 1126년 공식적으로 아빠스직에서 파면당해 감옥에 투옥당해 그곳에서 생을 마감했다. 이후 호노리오 2세는 몽부아시에의 베드로를 클뤼니 수도원의 새 아빠스로 임명하였다.
호노리오 2세는 이내 프랑스 국왕 루이 6세와 프랑스 주교들 간의 갈등 문제에 개입하게 되었다. 클레르보의 베르나르도가 주창한 교회 개혁에 크게 영향을 받은 파리 교구장 에티엔 주교는 프랑스 교회에 대한 왕권의 간섭을 막기 위해 부던히 노력하였다. 그러자 루이 6세는 에티엔 주교의 재산을 몰수하는 등 그의 교회 개혁을 저지하려고 하였다. 그런 다음 에티엔의 교회 개혁에 합류한 상스 대주교 앙리를 다음 표적으로 삼았다. 루이 6세는 앙리 대주교에게 성직매매 누명을 뒤집어씌워 교회 안에서 자신에게 위협이 될 또 다른 대상을 제거하려고 하였다. 그러자 클레르보의 베르나르도는 호노리오 2세에게 서신을 보내, 왕권의 영향으로부터 벗어나 교회의 독립을 지키려는 두 주교를 지지해줄 것을 호소하였다.
라바르댕의 힐데베르트도 프랑스 왕의 압력을 받게 되자 호노리오 교황은 르망의 주교였던 힐데베르트를 1125년 투르의 대주교로 임명하였다. 1126년 루이 왕은 힐데베르트가 투르 대주교가 되는 것에 반대하며, 자신이 내세운 후보자들 중 한 사람이 대신 대주교가 되어야 한다고 고집을 부렸다. 힐데베르트는 자신이 교구장으로서 결정을 내릴 때마다 로마에 상고가 계속되는 것에 대해 호노리오에게 하소연하기도 하였다.
이러한 왕의 행동에 맞서 프랑스 주교들은 파리 교구에서의 성무 정지를 의결했고, 1129년 루이 왕은 호노리오에게 편지를 써서 성무 정지를 유보하게 하였다. 이 소식에 발끈한 클레르보의 베르나르도 역시 호노리오 2세에게 보냈지만, 호노리오 2세는 1130년 상리스의 스테판에게 루이 왕과 화해하라고 압박했다. 다른 한편으로는 앙리 상리에는 왕으로부터의 추가적인 간섭 없이 대주교로서의 직무를 계속 수행했다. 호노리오 2세는 교황으로서의 재임 말년에 루이 6세와 주교들 사이의 갈등을 종식시켰다.
1127년 호노리오 2세는 브르타뉴 지방의 범죄를 뿌리뽑기 위한 라바르댕의 힐데베르트 대주교가 주재한 낭트 시노드의 결의사항을 확인했다. 같은 해 호노리오 2세는 브르타뉴 공작 코난 3세가 반항적인 봉신들을 굴복시키는데 도와주었다. 또한 그는 아랍 해적들로부터 끊임없이 피해를 입는 레랭 제도의 수도자들을 보호하기 위한 십자군 원정을 장려하였다.
호노리오 2세는 앙주의 풀크와 잉글랜드의 헨리 1세가 노르망디의 패권을 놓고 다툼을 벌이자 이 사태에 개입했다. 렌리 1세는 풀크의 딸인 앙주의 시빌라와 노르망디 공작의 아들이자 자신과 6촌 관계에 해당하는 윌리엄 클리토가 혼인하는 것에 반대했다. 두 사람이 혼인을 무르는 것을 거부하자, 호노리오 2세는 풀크와 그의 사위를 파문하고 그의 영지 내에서의 성무 집행을 정지하도록 하는 강수를 두었다.

### 잉글랜드와 스페인과의 관계
잉글랜드에서는 캔터베리 대주교좌와 요크 대주교좌 간에 누가 더 우월권을 가지는지를 놓고 논쟁이 계속되어 좀처럼 수그러들지 않았다. 1125년 4월 5일 호노리오 2세는 요크 대주교 털스탄에게 서신을 보내 이 문제를 자신이 직접 해결하겠다고 통보했다. 그는 캔터베리 대주교좌와 요크 대주교좌 간의 분쟁 뿐만 아니라 캔터베리 대주교좌와 웨일스 대주교좌 간의 재치권 문제, 캔터베리 대주교좌와 요크 대주교좌 간의 스코틀랜드와 노르웨이에 대한 재치권 문제 등을 중재하기 위한 교황 사절로 크레마의 요한 추기경을 보냈다. 호노리오 2세는 잉글랜드의 모든 성직자 및 주교들에게 교황 사절을 교황인 자신처럼 대우하라는 내용의 서신을 보냈다.
호노리오 2세의 이름으로 크레마의 요한은 1125년 록스버러 시노드를 소집했다. 스코틀랜드의 다비드 1세는 스코틀랜드의 주교들과 시노드에 서신을 보내 스코틀랜드 지역의 교회에 대한 요크 대주교의 재치권 주장을 논의해줄 것을 요청했다. 요크 대주교좌의 주장을 인정한 호노리오 2세는 스코틀랜드의 주교들에에게 털스탄 대주교를 따르도록 요구했으나 관철시키지 못했다.
다음으로 요한은 1125년 9월 웨스트민스터 시노드를 소집했는데, 여기에는 캔터베리 대주교와 요크 대주교는 물론 20명의 주교들과 40명의 아빠스들이 참석했다. 시노드는 성직매매 금지와 더불어 여러 주교좌 신설을 정하는 성과를 보였으나 캔터베리 대주교좌와 요크 대주교 중 누가 더 우월권을 가지는지에 대한 복잡한 사안에 대해서는 의견의 일치를 보지 못했다. 대신에 요한은 두 고위 성직자에게 자신과 함께 로마로 직접 가서 호노리오 앞에서 이 문제를 논의하자고 했다. 그리하여 그들은 1125년 말 로마에 도착하여 호노리오의 따뜻한 환대를 받고 1126년 초까지 로마에 머물렀다. 그동안 호노리오는 세인트앤드루스 주교가 요크 대주교를 따르도록 규정했는데, 이로 인해 논쟁이 더 크게 벌어지자 털스탄은 윌리엄 디 코빌을 캔터베리 대주교로서가 아닌 잉글랜드와 스코틀랜드의 교황 특사로서 따르라고 선언함으로써 이 문제를 회피하려고 했다. 이를 강조하기 위해 호노리오 2세는 캔터베리 대주교는 요크 대주교에게 어떠한 순명 서약도 요구할 수 없다고 선언했으며, 잉글랜드 교회에서 캔터베리 대주교는 교황 특사로써 그 위치가 명예적으로 가장 높이 승격되었다.
랜다프의 주교 우르반 역시 1128년과 1129년에 로마로 가서 수차례 호노리오 2세를 알현하여 자신의 교구가 캔터베리 대교구에 귀속되어서는 안 된다고 주장했다. 우르반은 자기 교구를 위하여 많은 특권을 얻어냈고 호노리오 2세로부터도 격려의 말을 항상 들었다. 그렇지만 호노리오 2세는 세력이 강한 캔터베리 대주교와의 관계를 멀어지게 할지도 모르는 결정을 하려고는 하지 않았다.
스페인의 경우, 호노리오 2세는 콤포스텔라 대주교 디에고 헬미레스가 지닌 야심을 크게 경계하였다. 비록 교황 갈리스토 2세가 그를 스페인에서의 교황 사절로 임명하기는 했지만, 그의 야심을 꿰뚫어 보고 있었던 호노리오 2세는 그에게 야심을 계속 억제하라며 예리하게 지적하였다. 디에고는 교황 사절로 재차 임명되기 위해 로마에 사절단을 보내면서 호노리오 2세를 위한 금화 22개, 교황청 관료들을 위한 금화 80개를 함께 보냈다. 호노리오 2세는 디에고를 추기경에 서임함으로써 그의 손발을 묶었다.
그럼에도 불구하고 호노리오 2세는 디에고를 완전히 소외시키지는 않았다. 브라가의 대주교가 공석이 된 코임브라의 새 주교를 지명하자 호노리오 2세는 대주교가 마땅히 주교 후보를 지명할 사람들 중의 한 사람인 디에고의 권리를 빼앗았다며 질책하였다. 호노리오 2세는 또한 브라가의 대주교에게 1129년 주님 부활 대주일 후 제2주일에 교황인 자신한테 직접 와서 그러한 행동을 저지른 이유를 소상히 설명하라고 요구하였다. 뿐만 아니라 호노리오 2세는 디에고를 교황 특사로 임명하여 카리온 시노드(1130년 2월)에서 의장 역할을 수행할 수 있게 보장해 주고, 시노드 회기 동안 그의 조력을 받았다.
호노리오 2세는 스페인의 무어인들에 맞서 지속적으로 투쟁하는 것을 촉진하였으며, 그 목적을 위해 타라고나에서 최근에 무어인들에게 사로잡힌 노르만족 기사 로베르 다귀로를 빼내기 위해 노력하였다. 로베르는 1128년 로마를 방문하여 호노리오 2세에게 선물을 받았다.

### 성전 기사단 인가와 동방 문제

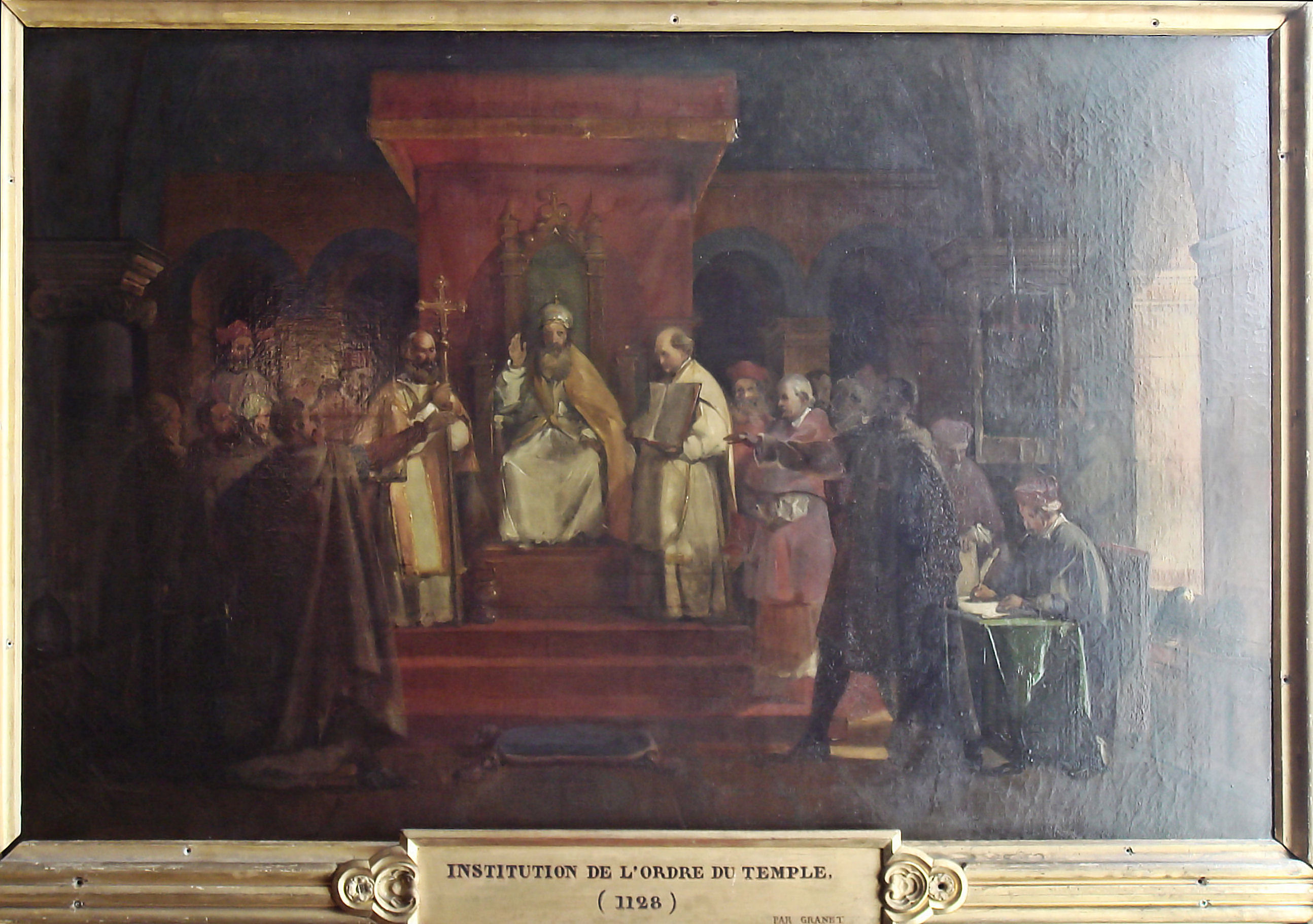
1128년 호노리오 2세는 성전 기사단을 공식적으로 인가하였다.

1119년 몇몇 프랑스 귀족들에 의해 새 종교 기사단이 설립되었다. 성전 기사단이라고 불리는 그들은 성지를 순례하는 그리스도인 순례자들과 십자군의 점령지들을 보호하였다. 하지만 그들은 아직 교황으로부터 어떠한 공식적인 인가도 받지 못했다. 이러한 상황을 타개하기 위해 일부 기사들이 1129년 트루아 교회회의에 참석하였다. 교회회의는 기사단의 존재와 클레르보의 베르나르도가 청빈과 정결, 순명을 포함한 기사단의 규칙을 만드는데 찬성하였다. 기사단과 규칙은 호노리오 2세로부터 인가를 받았다.
호노리오 2세는 예루살렘 왕국의 종주권자로서 보두앵 2세가 왕으로 선출된 것을 재확인하고 그를 성전 기사단의 후원자로 지명하였다. 호노리오 2세는 예루살렘 왕국을 위협하는 다른 제후들과 고위 성직자들의 군웅할거를 통제하기 위해 최선을 다해 노력하였다. 안티오키아 라틴 총대주교와 예루살렘 라틴 총대주교 간의 오랜 재치권 분쟁은 호노리오 2세에게는 항시 근심거리였다. 호노리오 2세는 전통적으로 안티오키아 총대주교인 발렌스의 베르나르의 관할이었던 일부 주교좌에 대한 티레의 새 대주교인 말린의 기욤의 권리 주장을 지지하였다. 베르나르는 일부 주교좌에 대한 자신의 관할권을 포기하는 것을 거부하자 기욤은 로마로 가서 호노리오 2세를 알현한 자리에서 이 사실을 알렸다. 그러자 교황은 교황 특사를 팔레스타인에 다시 보내 베르나르에게 순순히 자신의 뜻을 따르라고 지시했고, 40일 동안 여러 주교들이 기욤에게 순명을 서약하였다. 베르나르는 호노리오의 지시를 따르기를 한사코 거부했지만, 호노리오 2세가 곧 몸져누워 그에 대해 어떠한 조치도 취할 수 없었다.

## 사망
통증을 느낀지 거의 1년이 지난 후인 1130년 초에 호노리오 2세는 중병으로 몸져누웠다. 그러자 추기경 에메릭과 프란지파니 가문은 향후 계획을 세우기 시작했으며, 호노리오 2세는 프란지파니 가문이 통치하고 있는 지역에 있는 산 그레고리오 마뇨 알 첼리오 수도원으로 거처를 옮겼다. 호노리오 2세가 선종했다는 소문에 피에르레오니 가문은 피에트로 피에르레오니를 차기 교황으로 밀기로 내정하여 그의 선출을 무력으로 강요하기 위해 임종을 앞둔 호노리오 2세가 있는 수도원을 습격했다.
그럼에도 불구하고 아이메릭 추기경의 계획은 1130년 2월 13일 저녁 호노리오 2세가 선종했을 때 결실을 맺지 못했다. 프란지파니를 지지하는 추기경들은 즉시 수도원 문을 걸어 잠그고 아무도 안에 들어오지 못하게 하였다. 다음날 통상적인 관례에 반하여 호노리오 2세의 시신이 어떠한 의식도 없이 수도원에 서둘러 안장되었다. 그리고 추기경들은 신중하게 골라 그레고리오 파파레스키를 새 교황으로 선출했는데, 그가 바로 교황 인노첸시오 2세다. 이와 동시에 추기경들을 제외한 나머지 대부분은 피에르레오니 가문의 지지자들로써 피에트로 피에르레오니를 선출하여 대립교황 아나클레토 2세로 등극시켜 교회가 또 한 번 분열하는 사태가 일어났다. 호노리오 2세의 시신은 인노첸시오 2세가 선출되자마자 수도원에서 라테라노로 이장되었다. 그의 시신은 갈리스토 2세의 시신이 묻힌 곳 옆에 있는 남쪽 십자석에 안장되었다.

## 영향
호노리오 2세가 교황으로 선출될 수 있었던 배경에는 아이메릭 추기경 뿐만 아니라 프란지파니 가문의 도움도 컸다. 아이메릭은 자신의 입지를 더욱 강화하였고, 호노리오 2세는 추기경단 대부분을 로마 출신이 아닌 사람들로 구성하는 한편 교황 특사는 오로지 교황이 단독으로 선택할 수 있게 하였다. 호노리오 2세는 베네딕도회 같은 전통적인 수도회들에게 특혜를 주었던 전임 교황들의 정책으로부터 벗어나 아우구스티노회 같은 신생 수도회들에게 특혜를 주었다.
그와 동시에 프란지파니 가문이 교황궁 내에서 자신들의 영향력을 행사하려고 하고, 그들과 끊임없이 맞서던 피에르레오니 가문이 호노리오 2세를 적대시하면서 호노리오 2세는 스스로 로마 정치의 계속된 혼란의 소용돌이에 빠지고 말았다. 갈리스토 2세의 재임 동안 억눌려 왔던 두 가문의 끊임없는 갈등은 호노리오 2세는 피에르레오니 가문이나 프란지파니 가문이나 그들을 제압할 수 있을 만한 효과적인 수단을 갖고 있지 않았기 때문에 결국 터지고 말았다. 로마 시내의 수많은 싸움통에 호노리오 2세는 재임 중에 길거리의 질서를 회복하는데 많은 시간과 노력을 들였으나 실패하였다. 이처럼 혼란이 계속되자 로마 시에서는 공화주의 정서가 다시 고개를 들기 시작했으며, 결국 그 이후 10년간 로마 코뮌이 들어서게 만들었다.

## 같이 보기
- 교황 목록